# 羅伊氏魮
羅伊氏魮（学名：Barbus roylii）為輻鰭魚綱鯉形目鯉科的其中一個種。

## 分布
本魚分布於非洲安哥拉Chiloango河流域。

## 特徵
本魚魚體背部呈米色，至側腹改變成銀白色。兩側各有一條清晰的線條，是由鱗片上的黑斑蚊匯集而成的。背鰭上有明顯的黑梢，頭尖，眼睛特別大。雌魚較豐腴，喊硬較遲鈍。體長可達49公分。

## 生態
本魚棲息在淡水的溪流中，性情溫和，喜群游，屬雜食性。

## 經濟利用
為觀賞性魚類，較少見。